# Championnat de Tanzanie de football 2022-2023
Navigation
Saison précédente Saison suivante
La saison 2022-2023 du Championnat de Tanzanie de football est la cinquante-neuvième édition de la Ligi Kuu Bara, le championnat de première division en Tanzanie. Les seize meilleures équipes du pays sont regroupées au sein d’une poule unique où elles s’affrontent deux fois au cours de la saison, à domicile et à l’extérieur. En fin de saison, les deux derniers du classement sont relégués directement et remplacés par les deux meilleurs clubs de deuxième division. Les 13e et 14e jouent les barrages pour tenter de se maintenir en première division.
Le tenant du titre, Young Africans FC, remporte le championnat en terminant à la première place.

## Déroulement de la saison
Le promu de deuxième division  Diamond Trust Bank est renommé Singida Big Stars.
Le championnat 2022-2023 commence le 15 août 2022.

## Les clubs participants
- Azam FC
- Young Africans FC
- Mbeya City Council FC
- Simba SC
- Kagera Sugar FC
- Ruvu Shooting
- Mtibwa Sugar
- Singida United
- Prisons SC
- Dodoma Jiji FC
- Ndanda FC
- Coastal Union
- Kinondoni Municipal Council
- Polisi Tanzania FC
- Ihefu FC - Promu de D2
- Namungo FC
- Singida Big Stars - Promu de D2
- Geita Gold FC

## Compétition
Le barème utilisé pour établir le classement est le suivant :
- Victoire : 3 points
- Match nul : 1 point
- Défaite : 0 point

### Classement
| Rang | Équipe                      | Pts | J  | G  | N  | P  | Bp | Bc | Diff |
| ---- | --------------------------- | --- | -- | -- | -- | -- | -- | -- | ---- |
| 1    | Young Africans T C          | 78  | 30 | 25 | 3  | 2  | 61 | 18 | +43  |
| 2    | Simba                       | 73  | 30 | 22 | 7  | 1  | 75 | 17 | +58  |
| 3    | Azam FC                     | 59  | 30 | 18 | 5  | 7  | 55 | 29 | +26  |
| 4    | Singida Big Stars P         | 55  | 30 | 16 | 7  | 7  | 35 | 26 | +9   |
| 5    | Namungo FC                  | 40  | 30 | 11 | 7  | 12 | 29 | 33 | -4   |
| 6    | Ihefu FC P                  | 39  | 30 | 12 | 3  | 15 | 31 | 32 | -1   |
| 7    | Geita Gold FC               | 37  | 30 | 9  | 10 | 11 | 35 | 44 | -9   |
| 8    | Prisons SC                  | 21  | 37 | 10 | 7  | 13 | 29 | 38 | -9   |
| 9    | Dodoma Jiji FC              | 37  | 30 | 11 | 4  | 15 | 26 | 37 | -11  |
| 10   | Mtibwa Sugar                | 35  | 30 | 9  | 8  | 13 | 34 | 45 | -11  |
| 11   | Kagera Sugar FC             | 35  | 30 | 9  | 8  | 13 | 23 | 36 | -13  |
| 12   | Coastal Union               | 33  | 30 | 8  | 9  | 13 | 25 | 35 | -10  |
| 13   | Kinondoni Municipal Council | 32  | 30 | 8  | 8  | 14 | 25 | 31 | -6   |
| 14   | Mbeya City Council FC       | 31  | 30 | 7  | 10 | 13 | 34 | 44 | -10  |
| 15   | Polisi Tanzania FC          | 25  | 30 | 6  | 7  | 17 | 25 | 54 | -29  |
| 16   | Ruvu Shooting               | 20  | 30 | 5  | 5  | 20 | 19 | 42 | -23  |

|  | Qualification pour la Ligue des champions de la CAF 2023-2024 |
|  | Qualification pour la Coupe de la confédération 2023-2024     |
|  | Barrages de relégation                                        |
|  | Relégation en deuxième division                               |
|  | T : Tenant du titre C : Coupe de Tanzanie P : Promu de D2     |

### Barrages de promotion relégation
Mbeya City Council FC et Kinondoni Municipal Council se rencontrent pour le maintien, le score cumulé est de 3 à 2 pour Kinondoni qui se maintient en première division. Mbeya City doit disputer un barrage contre, Mashujaa FC, une équipe de deuxième division pour tenter de se maintenir. Le score cumulé est de 4 à 1, victoires 3-1 et 1-0 pour le club de deuxième division qui est promu en première division.

## Bilan de la saison
| Championnat de Tanzanie de football 2022-2023 |                                          |
| Champion                                      | Young Africans Football Club (24e titre) |
| Coupes et trophées                            |                                          |
| Vainqueur de la Coupe de Tanzanie 2022-2023   | Young Africans Football Club             |
| Qualifications continentales                  |                                          |
| Ligue des champions de la CAF 2023-2024       | Young Africans Football Club             |
| Ligue des champions de la CAF 2023-2024       | Simba Sports Club                        |
| Coupe de la confédération 2023-2024           | Azam Football Club                       |
| Coupe de la confédération 2023-2024           | Singida Big Stars                        |
| Promotions et relégations                     |                                          |
| Promus en Première division                   | JKT Tanzania FC                          |
| Promus en Première division                   | Kitayosce FC                             |
| Promus en Première division                   | Mashujaa FC                              |
| Relégués en Deuxième division                 | Polisi Tanzania FC                       |
| Relégués en Deuxième division                 | Ruvu Shooting                            |
| Relégués en Deuxième division                 | Mbeya City Council FC                    |